# 은평구의회
은평구의회는 서울특별시 은평구 지역을 관할하는 기초의회이다.
원내 구성은 2024년 12월 기준으로, 더불어민주당 10석, 국민의힘 8석, 무소속 1석이다. 